# Cimmeria (Hyboria)
La Cimmeria è una regione immaginaria popolata da barbari, collocata dopo l'inabissamento di Atlantide e prima delle civiltà menzionate nei primi documenti storici (circa 12.000 anni fa), e la regione d'origine di Conan il barbaro nelle opere di Robert E. Howard.
La Cimmeria è descritta da Robert Howard come una terra brulla, con aspre montagne e foreste scure e ombrose. I suoi abitanti sono chiamati Cimmeri. Howard fa loro riferimento vantandone le tradizioni militari e la prestanza fisica, oltre ad altre particolari abilità: la capacità di arrampicarsi su picchi impervi, di seguire tracce di uomini e animali con facilità e di cacciare senza farsi individuare dalle prede. L'autore li descrive come uomini alti, dagli occhi azzurri, i capelli bruni (corvini, per lo più), la pelle bianchissima (ma che tende ad imbrunirsi se essi stanno troppo al sole, proteggendoli dai suoi raggi) e con un fisico forte e prestante. Nonostante questi attributi, i Cimmeri, riuniti in tribù, non sono però civilizzati (malgrado siano essi dotati di spiccato acume e intelligenza). Il loro governo si basa sugli anziani, con una specie di gerarchia tribale oligarchica.
I Cimmeri sono i discendenti del popolo di Atlantide, che fuggirono dal continente quando fu inghiottito dal mare. Gli atlantidei coloni, ridotti a un livello tecnologico da età della pietra, alla fine si sono trovati bloccati in una guerra contro nemici storici come i Vaniri (o Vanir) del Vanaheim. I conflitti prolungati fecero devolvere ulteriormente gli atlantidei in cavernicoli per poi in seguito ri-evolversi nel corso del tempo. Con nessuna memoria della loro storia, lingua e della civiltà originaria, questi esseri infine si convertirono in un popolo noto come Cimmeri.
Dio dei Cimmeri è Crom, che vive su una gigantesca montagna avvolta da nere nubi circondato dagli spiriti degli eroi valorosi caduti in battaglia e non si cura delle faccende degli uomini. Crom è una divinità primitiva e selvaggia (con affinità simili a divinità celtiche come Toutatis, Taranis e Cernunnos) che non vuole essere né pregato né invocato, anzi, egli si adira ferocemente se anche un solo mortale tenta di attirare la sua attenzione scagliandogli contro terribili maledizioni; l'unica cosa che egli fa è soffiare il coraggio negli uomini al momento della loro nascita, aspettandosi che essi onorino tale dono.
I barbari cimmeri della fantasia di Howard non vanno confusi comunque con i Cimmeri storici, che vissero a nord del Mar Nero tra l'Ottavo e il Settimo secolo a.C.